# Euthygomphus chaoi
Euthygomphus chaoi – gatunek ważki z rodziny gadziogłówkowatych (Gomphidae). Występuje w Chinach; stwierdzony w prowincji Fujian.